# Schöpfwerk Sulzbach
Das Schöpfwerk Sulzbach ist ein unter Denkmalschutz stehendes Bauwerk für den Hochwasserschutz in der Gemeinde Mariaposching.
Das Hochwasserschöpfwerk steht in Einzellage auf der Gemarkung von Mariaposching am rechten Rückstaudeich des Donauzuflusses Schwarzach. Es wurde 1934 errichtet, um das Deichhinterland bei Hochwassern der Donau gegen Überflutung zu sichern. Die Abflüsse aus einem Teilbereich des Polders Sulzbach laufen über das Grabensystem Schardengraben, Saßgraben, Rißgraben und Sommersdorfer Graben zum Schöpfwerk und von hier bei niedrigen und mittleren Wasserspiegeln der Schwarzach weiter im Freispiegel über ein Siel in den Fluss. Über einen Düker unter dem Schwarzachableiter ist auch ein östlich liegendes Grabensystem hydraulisch mit dem Schöpfwerk verbunden. Bei Donauhochwasser und dem daraus folgenden Rückstau in der Schwarzach wird das Siel geschlossen und die Pumpen des Schöpfwerks fördern bis hin zu 6,0 m³/s des zufließenden Wassers über einen Druckschacht in die hier eingedeichte Schwarzach. Der zulässige Binnenwasserspiegel liegt an dieser Stelle bei 310,71 m ü. NN.
In der Gemeinde Mariaposching gibt es noch die Schöpfwerke Mariaposching und Sommersdorf.

## Architektur und Geschichte
Das eingeschossige Massivgebäude hat eine Grundfläche von über 100 Quadratmetern und ist auf dessen Binnenseite längs zum Deich ausgerichtet. An der westlichen Längsseite ist ein quadratischer Turm ähnlich einer Trafoturmstation etwa mittig eingefügt, an dem eine dreiseilige Freileitung endet. Das Pyramidendach des Turms und das Walmdach des Pumpenhauses fallen vom First etwa in einem Winkel von 45 Grad ab, nach einem Knick laufen sie zur Traufe hin dann recht flach aus. Die Zulaufanlage mit Mahlbusen liegt westlich, durch einen Hinterdeichweg vom Gebäude getrennt. Das Schöpfwerk wurde am 13. Juli 2010 vom Bayerischen Landesamt für Denkmalpflege unter Denkmalschutz gestellt.

## Umbenennung und Ergänzungsbau
Im Zusammenhang mit der geplanten Verbesserung des Hochwasserschutzes auf den Schutzgrad HW100 ist mehr Pumpleistung erforderlich. Hierzu soll in der Nähe zum Bestand Schöpfwerk Sulzbach I der Ergänzungsneubau Schöpfwerk Sulzbach II mit einer Pumpleistung von 6,8 m³/h errichtet werden.

## Galerie

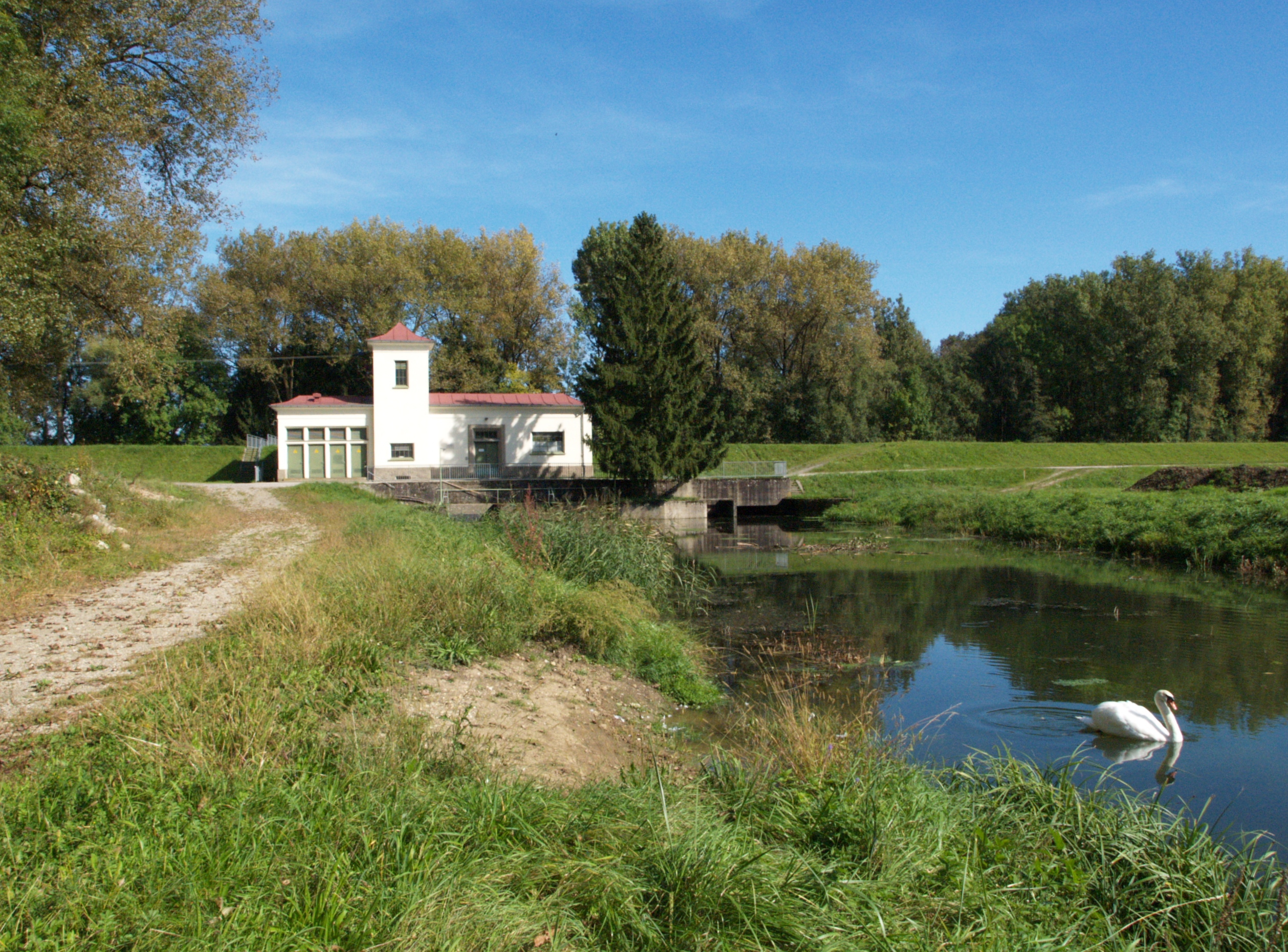
Mahlbusen
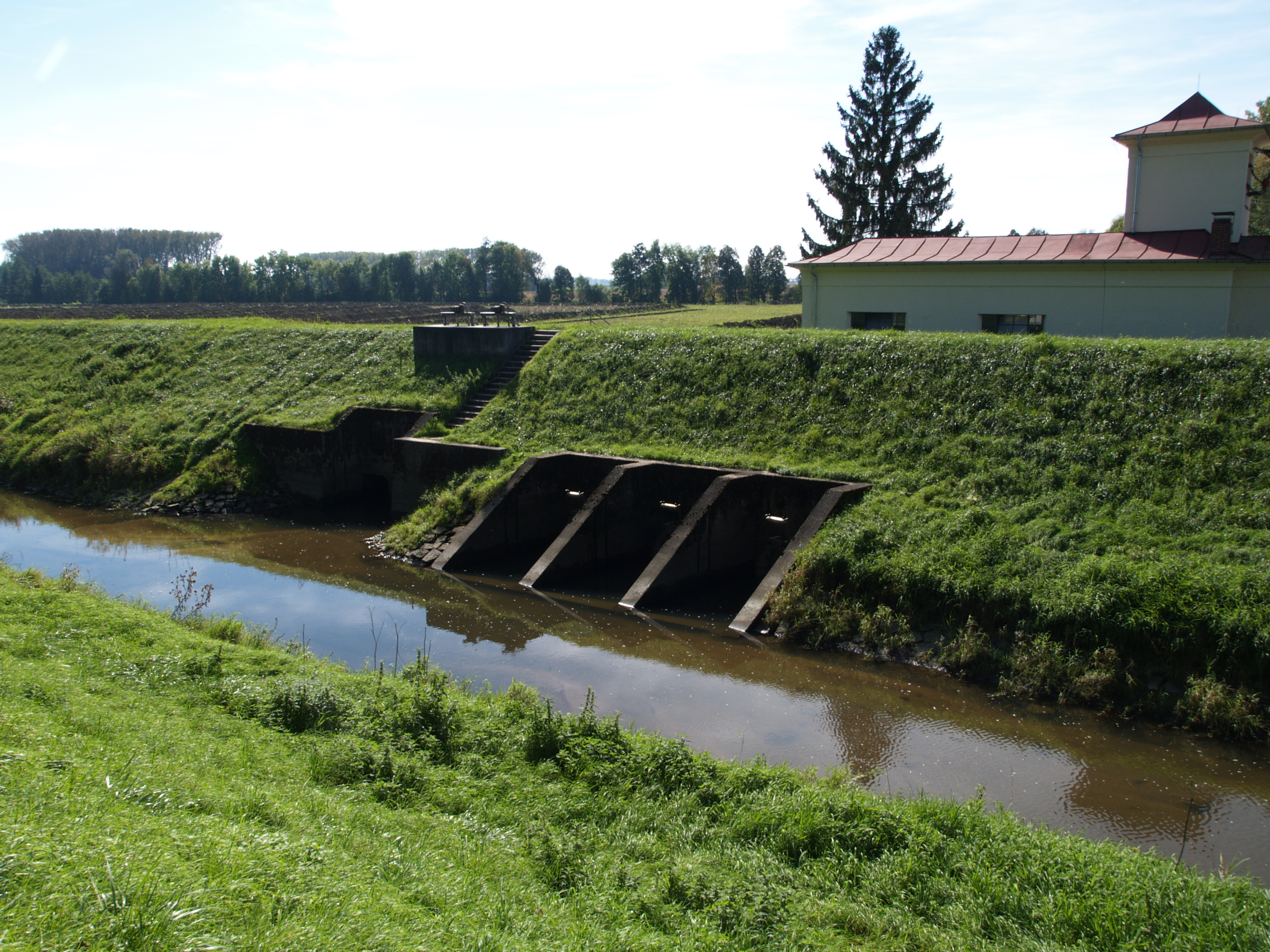
Siel und Druckschacht
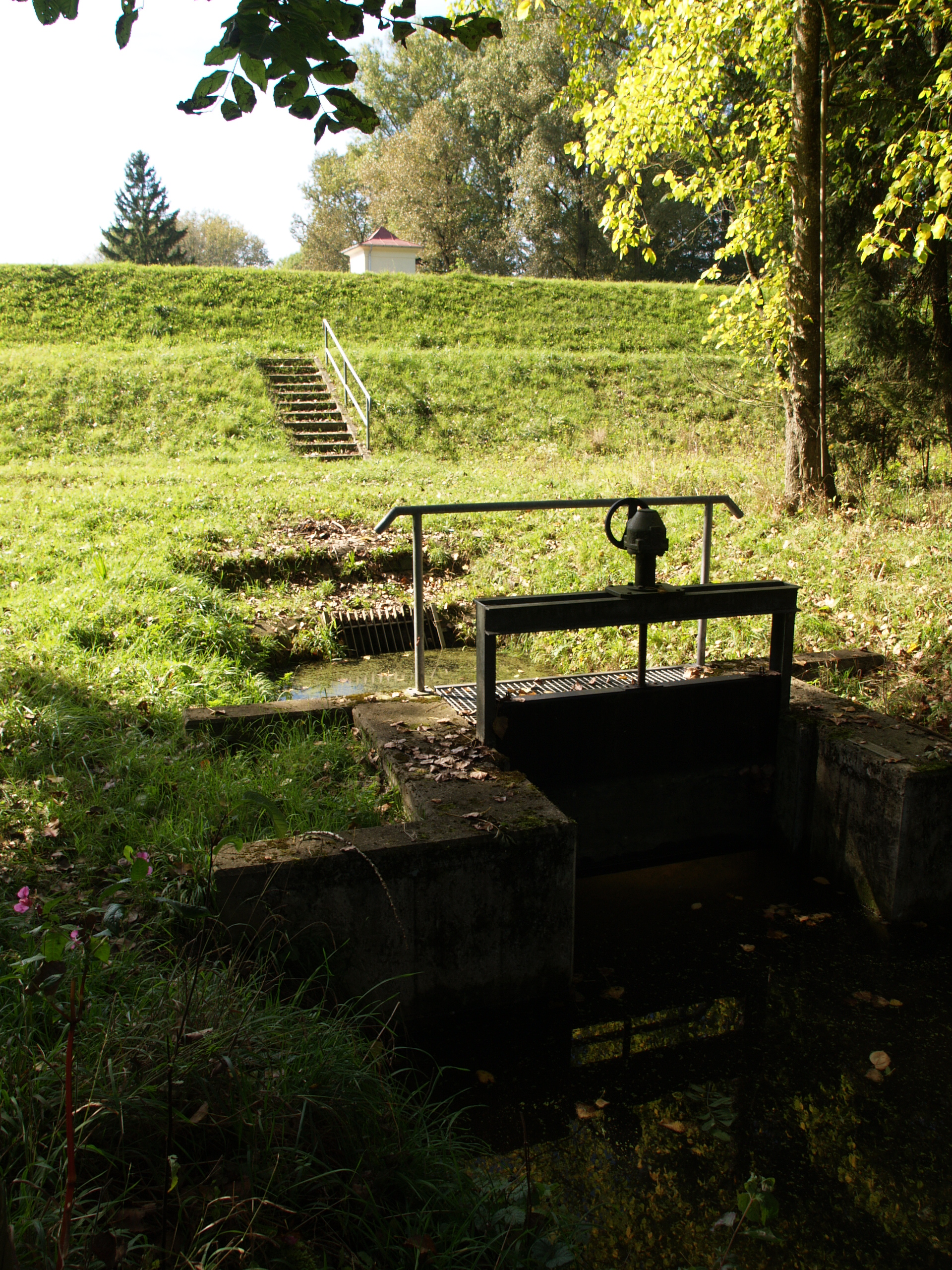
Düker am östlichen Deich